# Joshua Nkomo
Joshua Mqabuko Nyongolo Nkomo (ur. 19 czerwca 1917 w Semokwe w Matabelelandzie Południowym, zm. 1 lipca 1999 w Harare) – zimbabweński polityk i aktywista ruchu wyzwoleńczego Rodezji. W 1961 roku był inicjatorem powstania Afrykańskiego Ludowego Związku Zimbabwe (ZAPU), minister spraw wewnętrznych w latach 1980–1981, w latach 1981–1982 minister bez teki. W latach 1987–1999 pełnił funkcję drugiego wiceprezydenta Zimbabwe w administracji Roberta Mugabe. W 1998 roku wycofał się z życia politycznego ze względu na problemy zdrowotne.

## Życiorys
Syn nauczyciela i świeckiego kaznodziei. Wywodził się z plemienia Ndebele (do tej grupy etnicznej należała większość członków ZAPU). Po ukończeniu szkoły podstawowej w RPA, wyjechał do Republiki Południowej Afryki. Uczył się w Adam’s College w Natalu. Studia socjologiczne pobierał w Johannesburgu. Do kraju powrócił w 1945 roku. Przez kilka lat pracował jako opiekun społeczny na kolejach rodezyjskich w Bulawajo, po czym podjął się organizacji sekretariatu związku zawodowego pracowników kolei. W 1951 roku został wybrany liderem związku czarnych kolejarzy. Jako lider związkowy stał się coraz bardziej zaangażowany w politykę. W 1957 roku został wybrany przewodniczącym rodezyjskiej sekcji Afrykańskiego Kongresu Narodowego (ANC). W ANC współpracował z Nelsonem Mandelą. W 1959 organizację tę zdelegalizowano w Rodezji, Nkomo zaś wyjechał do Londynu. W 1960 reemigrował będąc założycielem i przewodniczącym Narodowej Partii Demokratycznej, którą także zdelegalizowano. W 1961 Nkomo powołał Afrykański Ludowy Związek Zimbabwe (ZAPU), czerpiąc nazwę „Zimbabwe” ze zrujnowanej osady stanowiącej od IX do XIV wieku ognisko kultury Afryki. W 1962 także ZAPU doczekała się delegalizacji. W 1963 Nkomo za stawianie oporu policjantom przez 6 miesięcy siedział w więzieniu. Od listopada 1964 do grudnia 1974 był rodezyjskim więźniem politycznym, zyskując status rzecznika powstającej murzyńskiej państwowości Zimbabwe. Był odwiedzany przez brytyjskich wysłanników rządowych, którzy szukali rozwiązania konfliktów rodezyjskich w 1968 i w 1971.
Po uwolnieniu z więzienia odbył serię podróży po Afryce i Europie, gdzie promował państwowość Zimbabwe. Wszedł w skład Afrykańskiej Rady Narodowej (ANC), której został przewodniczącym po pozbyciu się Abla Muzorewy. Był również szefem delegacji ANC, która w październiku 1976 wyruszyła do Genewy w celu nawiązania rozmów z rodezyjskim premierem Ianem Smithem. Oprócz działalności dyplomatycznej nadzorował działania Niezależnej Ludowej Rewolucyjnej Armii Zimbabwe podlegającej ZAPU.
Siły zbrojne podlegające Nkomo były w wojnie rodezyjskiej słabsze aniżeli te podlegające Afrykańskiemu Narodowemu Związkowi Zimbabwe (ZANU). Stąd też Nkomo spotkał się z Robertem Mugabe z ZANU. Spotkanie zorganizował prezydent Tanzanii, Julius Nyerere. Współpracę kontynuowano, a w październiku 1976 roku ZAPU i ZANU zjednoczyły się tworząc koalicję znaną jako Front Patriotyczny. Nkomo objął stanowisko współprzewodniczącego Frontu Patriotycznego – sprawował je wspólnie z Robertem Gabrielem Mugabe. Nie zgadzając się na następne propozycje kompromisów, obaj liderzy zwiększyli liczbę działań partyzanckich w okresie 1977–1978. 14 sierpnia 1978 miało miejsce tajne spotkanie Nkomo i Smitha w Zambii, jednak 3 tygodnie później rodezyjski samolot pasażerski został zestrzelony przez zimbabweńskich bojowników, co zaostrzyło działania stron wojny domowej. We wrześniu 1979 Nkomo uczestniczył w londyńskiej konferencji poświęconej sprawom Zimbabwe. Rozmowy na temat przyszłej konstytucji Zimbabwe-Rodezji trwały do grudnia 1979, kiedy Nkomo wyraził zgodę na zawieszenie broni. W styczniu 1980 zezwolono mu na powrót do Rodezji, aby został szefem kampanii wyborczej ZAPU.
W pierwszym rządzie Roberta Mugabe Nkomo objął tekę ministra spraw wewnętrznych. W okresie 1981–1987 prowadził działalność opozycyjną przeciwko Mugabe. Był podejrzewany o pragnienie obalenia Mugabe przez co został zmuszony do wyjazdu z kraju. W grudniu 1987 obaj przywódcy polityczni pogodzili się, zaś Nkomo otrzymał funkcję jednego z dwóch wiceprezydentów Zimbabwe. Na łamach porozumienia doszło do połączenia ZANU i ZAPU w Afrykański Narodowy Związek Zimbabwe – Front Patriotyczny. W latach 1987–1999 pełnił funkcję wiceprezydenta. W 1998 ogłosił odejście z życia publicznego ze względu na problemy zdrowotne. Stanowisko wiceprezydenta niemniej jednak zachował do śmierci w 1999 roku.
Jako polityk cechował się zmiennością, był zwolennikiem nacjonalizmu i konserwatyzmu.